# Dobiesław (powiat policki)
Dobiesław (do 1945 niem. Charlottenberg) – dawna, nieistniejąca dziś osada śródleśna w Polsce położona w województwie zachodniopomorskim, w powiecie polickim, na obszarze Puszczy Wkrzańskiej. Osada usytuowana na granicy polsko-niemieckiej, ok. 1,3 km na południowy zachód od Myślibórza Wielkiego.

## Historia
Początki osady sięgają 1770 r. Istniał tu majątek rolny, a później też leśniczówka. W 1773 r. osada liczyła 5 budynków mieszkalnych i 43 mieszkańców. W 1867 r. właścicielem majątku został Friedrich Rauke. Liczba mieszkańców zwiększała się dzięki nowemu osadnictwu i parcelacji ziemi. W 1939 r. osadę zamieszkiwało 97 osób.
W czasie II wojny światowej osiedle zniszczone, 27 kwietnia 1945 r. do osady wkroczyły wojska radzieckie (2 Front Białoruski – 2 Armia Uderzeniowa), a administracja polska przejęła ją 4 października 1945 r.
W 1945 r. Dobiesław znalazł się przy samej linii granicznej (ob. znak graniczny nr 870), nie został zasiedlony ponownie i popadł w całkowitą ruinę.
Nazwę Dobiesław wprowadzono urzędowo w 1947 roku, błędnie podając nazwę niemiecką.
Przynależność polityczno-administracyjna patrz: Myślibórz Wielki.